# Cheilotrichia (Cheilotrichia) fully
Cheilotrichia (Cheilotrichia) fully is een tweevleugelige uit de familie steltmuggen (Limoniidae). De soort komt voor in het Palearctisch gebied.